# Phlegra bifurcata
Phlegra bifurcata är en spindelart som beskrevs av Schmidt, Geisthardt, Piepho 1994. Phlegra bifurcata ingår i släktet Phlegra och familjen hoppspindlar. Inga underarter finns listade i Catalogue of Life.